# Малый Кугунур (Кировская область)
Малый Кугунур — опустевшая деревня в Арбажском районе Кировской области. 

## География
Находится на расстоянии примерно 8 километров по прямой на запад-северо-запад от районного центра поселка Арбаж.

## История
Известна с 1873 года как починок Между Ключами, в которой было дворов 17 и жителей 134, в 1905 33 и 235, в 1926 46 и 243, в 1950 22 и 63. В 1989 году оставался 1 человек. Настоящее название утвердилось с 1939 года. До января 2021 года входила в состав Арбажского городского поселения до его упразднения.

## Население
Постоянное население составляло 1 человек (русские 100%) в 2002 году, 0 в 2010.